# Chiesa di San Quirico in Monte San Quirico

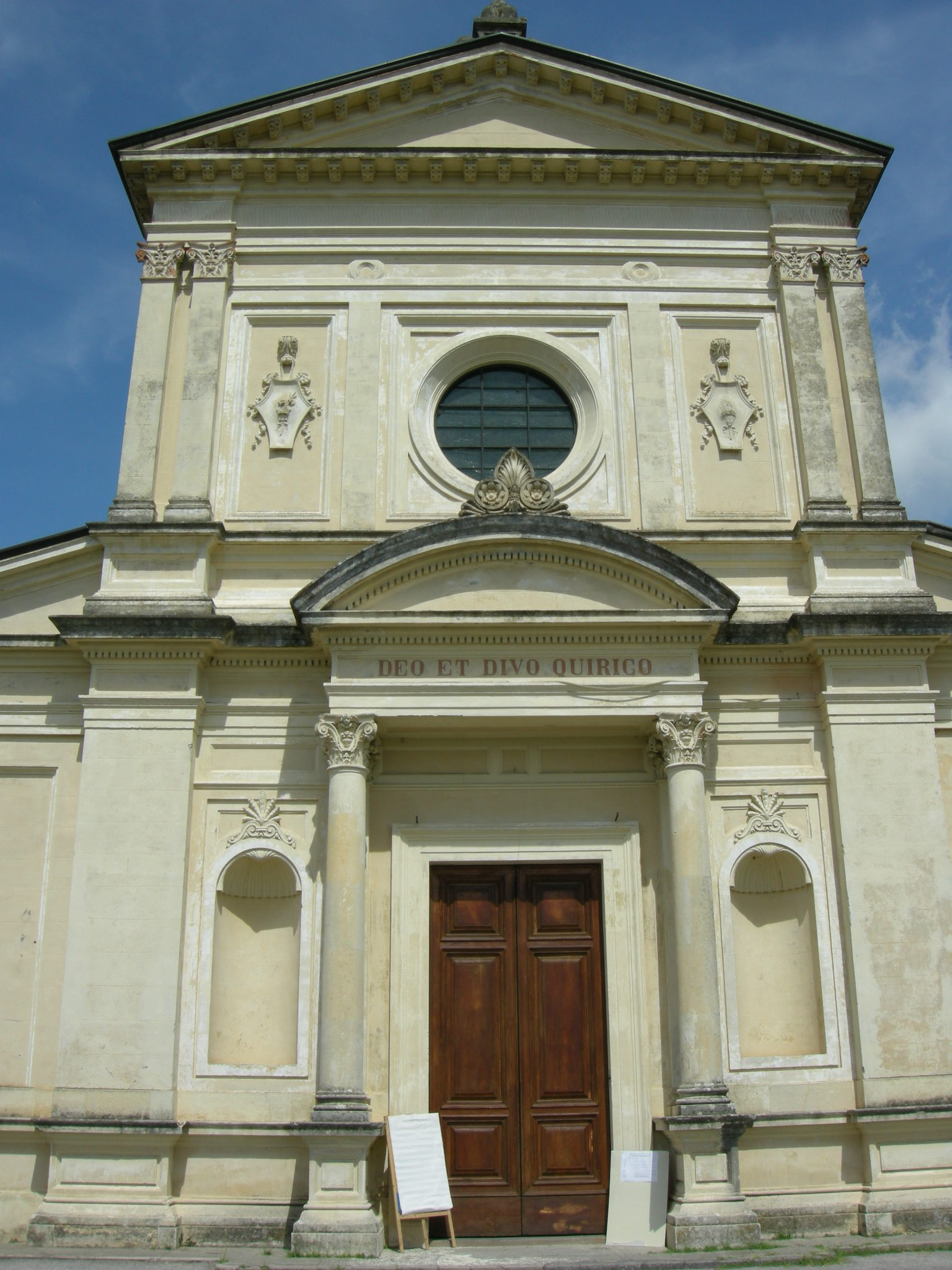
Dettaglio facciata

La chiesa di San Quirico in Monte San Quirico o San Quirico in Monticello è una chiesa di Lucca situata in posizione panoramica sul Monte San Quirico, in via della Chiesa 384. Già annessa ad un monastero benedettino della Congregazione casadeiana.

## Storia e descrizione
La chiesa è posta sulla riva destra del Serchio ed è ricordata fin dall'VIII secolo, quando il fondatore della medesima donò al vescovo di Lucca alcuni beni che gli appartenevano. Forse per effetto di tal donazione il prelato lucchese nel giorno che ricorreva la festa di San Quirico (16 luglio) si recava processionalmente col suo clero alla chiesa, come riporta una carta dell'anno 788.
La chiesa di San Quirico fu registrata nel catalogo del 1260 fra le suburbane di Lucca col titolo di "monastero di San Quirico", finché il 13 aprile 1443 il suo patrimonio fu aggregato alla collegiata di San Michele in Piazza a Lucca.
La parrocchia di San Quirico nel 1832 contava 1 384 abitanti, il cui numero nel 1837 era aumentato sino a 1 520 abitanti.
La chiesa oggi ha un aspetto neoclassico.